# Philipp Siegmund von Hagen
Philipp Siegmund von Hagen (* 1648; † 8. März 1717 in Geldern) war ein preußischer Offizier, zuletzt Generalleutnant sowie Gouverneur von Geldern.

## Leben
Er stammte aus dem neumärkisch-pommerschen Adelsgeschlecht von Hagen. Sein Vater Tido Christoph von Hagen starb 1660. Auch sein Bruder Hans Joachim von Hagen wurde preußischer General.
Hagen ist vermutlich jung in brandenburger Dienste getreten. Im Jahre 1689 wurde er Major beim Infanterieregiment „von Schöning“ Nr. 1. 1692 wurde er Oberstleutnant und kam mit den ersten Bataillon der preußischen Garde an den Rhein und an die Maas. Im Oktober 1695 wurde er Oberst im Infanterieregiment „von Wylich und Lottum“ Nr. 15. 1702 kam er mit dem preußischen Kontingent im Spanischen Erbfolgekrieg nach Italien. Dort nahm er an der Schlacht bei Cassano  und Turin teil. Am 21. Januar 1705 wurde er zum Generalmajor befördert, bat aber um seine Ablösung. Am 11. Januar 1708 beschloss der Geheime Kriegsrat ihn zurückzuholen. 1709 bekam er dafür die Stelle als Kommandant in Driesen. 1713 erhielt er die Stelle des Gouverneurs in Geldern. Dort wurde er am 13. Mai 1715 zum Generalleutnant befördert. Er starb unverheiratet im März 1717 in Geldern.